# 川岡大次郎
川岡 大次郎（かわおか だいじろう、1978年3月14日 - ）は、日本の俳優。大阪府大阪市東住吉区出身。身長178cm、体重63kg、血液型O型。所属事務所はオフィスニグンニイバ。

## 来歴
- 大阪市立田辺中学校、常翔学園高等学校（2007年度まで大阪工業大学高等学校）卒業。
- 1997年、映画『タイムリープ』星野彰男役でデビュー[1]。その後、数々のドラマ・映画などに出演。
- 2005年、テレビドラマ『救命病棟24時 第3シリーズ』出演時、役柄の研修医・河野純平として番組HP上で日記を書いていた。自身の趣味である菓子作りや兄弟役であった小栗旬とのエピソードなどを公開。
- 2005年公開の映画『サマータイムマシン・ブルース』でSF研究会のメンバー・小泉俊介を演じ、同じくメンバー役だった与座嘉秋、ムロツヨシと共に「Z3（ズッスリ＝『ズッコケ三人組』に由来）」を結成。映画のPR活動に参加した後、同じく本広克行監督の『UDON』（2006年、同名の役で出演）、『曲がれ!スプーン』（2009年）にも出演した。
- 2007年、俳優の吉岡毅志と「演劇集団スプートニク」を旗揚げ。メンバーは吉岡、川岡のほか粟島瑞丸、佐藤晴彦、福沢重文。
- 2010年7月30日付オフィシャルブログにて一般女性と結婚したことをファンに向けて報告。
- 2016年から2017年にかけて、テレビ番組『イチから住〜前略、移住しました〜』（テレビ朝日）の企画で、栃木県那須塩原市での移住生活を4か月体験[2][3]。
- 2017年11月、那須塩原市の「まちづくり大使」に任命[2]。
- 2018年、那須塩原市でほぼ全編を撮影した短編映画「HELP!!」をプロデュースし、「さぬき映画祭」にてグランプリを受賞した。
- 2019年9月放送の番組内で前年に離婚していたことを告白[4]。

## 人物
- 「大次郎」という名前の由来は吉田松陰の幼少時の名前。
- 好きな映画は『ニュー・シネマ・パラダイス』。尊敬する人物はオーストリアの建築家フンデルトヴァッサー、ミュージシャンの尾崎豊、漫画家の手塚治虫など。
- 特技は英会話と菓子作り。料理研究家・大川雅子主宰の焼菓子工房「SASSER（サッセ）」HP内で「川岡大次郎実験室＝ダイジロウ・ラボ」というページで菓子作りの模様を公開。
- スーパー戦隊シリーズは『太陽戦隊サンバルカン』が好きであったという[1]。

## 出演

### 映画
- タイム・リープ（1997年、監督：今関あきよし） - 星野彰男 役
- OPEN HOUSE（1997年、監督：行定勲） - トモノリ 役
- ゴト師株式会社 シリーズ
  - ゴト師株式会社 ルーキーズ THE MOVIE（1999年、監督：中田信一郎） - 主演・熱田熱志 役
  - ゴト師株式会社 ルーキーズ2（2000年、監督：中田信一郎） - 主演・熱田熱志 役
- ブギーポップは笑わない Boogiepop and Others（2000年、監督：金田龍） - 竹田啓司 役
- スプートニク・バンケット（2000年、監督：倉田健次）
- 19（2001年、監督：渡辺一志） - 宇佐美 役
- スペースポリス（2003年、監督：渡辺一志）
- サマータイムマシン・ブルース（2005年、監督：本広克行） - 小泉俊介 役
- UDON（2006年、監督：本広克行） - 小泉俊介 役
- ガチ☆ボーイ（2008年、監督：小泉徳宏） - 佐田正樹 / ドロップキック佐田 役
- 真夜中の宴「希望」（2008年、監督：深雪）
- Sweet Rain 死神の精度（2008年、監督：筧昌也）
- 少林少女（2008年、監督：本広克行）
- 今日からヒットマン（2009年、監督：横井健司）
- 仮面ライダー×仮面ライダー W&ディケイド MOVIE大戦2010（2009年、監督：田﨑竜太） - ソウジ（カブト） 役（友情出演）
- 曲がれ!スプーン（2009年、監督：本広克行）
- ダーリンは外国人（2010年、監督：宇恵和昭） - 伸介 役
- THE LAST MESSAGE 海猿（2010年、監督：羽住英一郎）
- フラレラ EPISODE2（2010年、監督：信藤三雄）
- 恋谷橋（2011年、監督：後藤幸一）
- フォーゴットン・ドリームス（2012年、監督：日向朝子）
- デスフォレスト 恐怖の森シリーズ
  - デスフォレスト 恐怖の森（2014年、監督：一見正隆） - 内田一輝 役
  - デスフォレスト 恐怖の森2（2015年、監督：一見正隆） - 内田一輝 役
  - デスフォレスト 恐怖の森3（2015年、監督：鳥居康剛） - 内田一輝 役
  - デスフォレスト 恐怖の森4（2016年、監督：鳥居康剛） - 内田一輝 役
  - デスフォレスト 恐怖の森5（2016年、監督：福田陽平・田中佑和） - 内田一輝 役
- 新選組オブ・ザ・デッド（2015年、監督：渡辺一志） - 山崎烝 役
- 機界戦隊ゼンカイジャー THE MOVIE 赤い戦い! オール戦隊大集会!!（2021年、監督：中澤祥次郎） - 五色田功 役[5]
- 本を綴る（2024年、監督：篠原哲雄）[6]

### テレビドラマ
レギュラー出演
- ビーチボーイズ（1997年7月 - 9月、フジテレビ） - 内藤祐介 役
  - ビーチボーイズ・スペシャル（1998年1月）
- 最後の恋（1997年7月 - 9月、TBS） - 篠崎潤 役
- WITH LOVE（1998年4月 - 6月、フジテレビ） - 木下健太郎 役
- ボーイハント（1998年7月 - 9月、フジテレビ） - 松木竹之介 役
- セミダブル（1999年4月 - 6月、フジテレビ） - 安東翔也 役
- shin-D 20歳のエンゲージ（1999年7月、日本テレビ） - 恭介 役
- 科捜研の女 第2シリーズ（2000年10月 - 12月、テレビ朝日） - 染谷優 役
- ドラマDモード グッド★コンビネーション（2001年6月 - 7月、NHK） - 小暮大造 役
- 連続テレビ小説（NHK）
  - てるてる家族（2003年9月 - 2004年3月） - 岡谷信夫 役
  - カーネーション（2012年3月） - 河瀬譲 役
  - 花子とアン（2014年5月） - 望月啓太郎 役
- 救命病棟24時 第3シリーズ（2005年1月 - 3月、フジテレビ） - 河野純介 役
- 愛の劇場 スイーツドリーム（2006年9月 - 10月、TBS） - 西島剛 役
- NHK大河ドラマ 龍馬伝（2010年1月 - 11月、NHK） - 高松太郎 役
- よる★ドラ 恋するハエ女（2012年11月 - 12月、NHK） - 高木誠也 役
- 破門（2015年1月 - 、BSスカパー!） - 三好茂夫 役
- 機界戦隊ゼンカイジャー（2021年3月 - 2022年2月、テレビ朝日） - 五色田功 / ハカイザー 役[5]

単発ドラマ・ゲスト出演
- 楽園への橋（1998年6月29日、よみうりテレビ） - 慎二 役
- あきまへんで!（1998年、TBS） - 堤俊之 役
- ケイゾク 第4話（1999年1月、TBS） - 成合孝 役
- ただいま 第4-5話（2000年3月、NHK）
- 君の手がささやいている 第4章（2000年10月、テレビ朝日） - 寺西 役
- 火曜サスペンス劇場（日本テレビ）
  - 臨床心理士2（2000年12月） - 高橋智哉 役
  - つぐない（2001年6月） - 小野寺誠 役
  - 小京都ミステリー30 エジプト・パピルス殺人事件（2001年10月） - 大西次郎 役
- ロケットボーイ 第6話（2001年2月、フジテレビ） - 萩尾 役
- 世にも奇妙な物語 春の特別編「太平洋は燃えているか?」（2001年4月、フジテレビ） - 本田時生 役
- 女と愛とミステリー いなか刑事・伊原泰三の退職捜査日誌（2002年1月、テレビ東京） - 小池刑事 役
- ウエディングプランナー SWEETデリバリー 第1話（2002年4月、フジテレビ） - 樋口亮輔 役
- 負け組キックオフ（2002年10月、テレビ朝日） - 沢松 役
- 人情とどけます〜江戸・娘飛脚〜 第5話「最後の恋文」（2003年2月、NHK） - 冬吉 役
- ダムド・ファイル file No.0016「監視カメラ 東海市」（2003年10月、名古屋テレビ）
- 女と愛とミステリー 特捜刑事・遠山怜子（2003年11月、テレビ東京） - 布施慎吾 役
  - 特捜刑事・遠山怜子2（2004年11月）
- 金曜エンタテイメント 家裁判事・伊奈守草介の事件日誌（2004年5月、フジテレビ）
- 月曜ミステリー劇場 自治会長・糸井緋芽子社宅の事件簿5（2004年9月、TBS）
- 子連れ狼3 第7話（2004年8月、テレビ朝日） - 荒井仁四郎 役
- おみやさん 第4シリーズ 第8話（2005年6月、テレビ朝日）
- 月曜ミステリー劇場 検察官・沢木穂乃歌2（2005年8月、TBS）
- DRAMA COMPLEX 戦国自衛隊・関ヶ原の戦い（2006年1月、日本テレビ） - 浮田秀夫 役
- 八丁堀の七人 第7シリーズ 第5話（2006年2月、テレビ朝日） - 新之助 役
- 名奉行!大岡越前2 第2話（2006年4月、テレビ朝日） - 篠原和馬 役
- 新・人間交差点 第1話「引退記者のファイル」（2006年8月、NHK） - 光太郎 役
- 名探偵コナンドラマスペシャル第2弾「工藤新一の復活! 黒の組織との対決」（2007年12月、日本テレビ） - 天野翔一 役
- 新・京都迷宮案内5 第10シリーズ 第2話 （2008年1月、テレビ朝日）
- ケータイ捜査官7 第5話「逃げる恋」（2008年5月、テレビ東京） - 安藤良介（A315） 役
- 藤子・F・不二雄のパラレル・スペース 第4話「かわい子くん」（2008年11月、WOWOW）
- 仮面ライダーディケイド 第16 - 17話（2009年5月、テレビ朝日） - ソウジ / 弟切ソウ 役
- 金曜プレステージ 浅見光彦シリーズ33・後鳥羽伝説殺人事件（2009年4月、フジテレビ） - 桐山警部 役
- TAXMEN「CASE6 童貞税」（2010年2月、テレビ神奈川 / TOKYO MX） - 京極屋菊之助 役
- 鬼龍院花子の生涯（2010年6月6日、テレビ朝日） - 辻原誠 役
- ドラマ10芸能社「フェイク編」（2011年3月、NHKワンセグ2）
- 金曜プレステージ 赤い霊柩車27・魔女の囁き（2011年4月8日、フジテレビ） - 沢イサオ 役
- 世にも奇妙な物語 '12春の特別編「7歳になったら」（2012年4月21日、フジテレビ） - 下平靖之 役
- 獣電戦隊キョウリュウジャー 第8話「ココドコ? めいろをぶっとばせ」（2013年4月7日、テレビ朝日） - 福井賢一 役
- 東京スカーレット〜警視庁NS係 第4話（2014年8月5日、TBS） - 桂井麻夫 役
- 新・ミナミの帝王 2万5千円の約束 第9作（2015年1月4日、関西テレビ） - 緒方 役
- 花燃ゆ 第37-38話（2015年9月、NHK） - 松原誠一 役
- 山本周五郎人情時代劇 第11話「おもかげ抄」（2016年3月1日、BSジャパン） - 鎌田孫次郎 役
- 警視庁捜査一課9係 season11 第2話（2016年4月13日、テレビ朝日） - 荒木田裕之 役
- 民王スピンオフ〜恋する総裁選〜（2016年4月22日、テレビ朝日） - 徳丸大悟 役

### WEB
- ハヴァ・ナイスデー「35度の彼女」（2006年、goo×短編.jp 監督：筧昌也）
- ワンセグ物語（2008年、Sonyメモリースティック.com）
- ミス・シャーロック/Miss Sherlock 第4話（2018年4月27日配信開始、Hulu） - 結城カイト 役

### OVA
- リング・オブ・ガンダム（2009年8月21日、「GUNDAM BIG EXPO」イベント上映） - エイジィ 役（声・モーションキャプチャー）

### オリジナルビデオ
- 無認可保育園 歌舞伎町 ひよこ組!（2007年、監督：権野元） - 誠也 役
- 緋音町怪絵巻（2009年、監督：倉田ケンジ）
- 機界戦隊ゼンカイジャーVSキラメイジャーVSセンパイジャー（2022年9月28日、東映ビデオ） - 五色田功（写真） 役
- 暴太郎戦隊ドンブラザーズVSゼンカイジャー（2023年9月27日、東映ビデオ） - 五色田功 役[7]

### 舞台
- 演劇集団スプートニク
  - 壊れたラジヲ（2007年11月、新宿シアタープラッツ） - 主演
- わが魂は輝く水なり（2008年5月、Bunkamuraシアターコクーン　演出：蜷川幸雄）
- 朗読劇 罠（2009年2月、シアター1010　演出：板垣恭一）
- 薄桜鬼 新選組炎舞録（2010年10月、天王洲 銀河劇場） - 山南敬助 役
- 方舟（2011年11月、俳優座劇場）
- Uovo Project vol.1「殻の中の晩餐会」（2012年4月、せんがわ劇場）
- 吉本百年物語6月公演「舶来上等、どうでっか？」（2012年6月、なんばグランド花月）
- 「ORANGE」（東京・本多劇場 2013年3月28日 - 4月7日 13公演 大阪・森ノ宮ピロティホール 4月13日 2公演）
- 「ストレンジ・フルーツ」（東京・東京グローブ座 2013年5月3日 - 26日 31公演、大阪・シアタードラマシティ 5月28日 - 6月2日 9公演）
- Uovo Project vol.2「ツギハギの五線譜」（2013年7月、中目黒SPEAK FOR ANNEX）

### プロモーションビデオ出演
- 小田和正「こころ」（2007年8月、BMG JAPAN）
- GIRL NEXT DOOR「Silent Scream」（2011年4月、avex trax）

### 広告
- ブルボン「アイスミントガム」（1997年）
- 日本経済新聞社 （1999年）
- ブリヂストン（2010年）

### 玩具
- 機界戦隊ゼンカイジャー ギアトジンガー -MEMORIAL EDITION-（2023年3月）

## 受賞歴
1997年
- 第14回ザテレビジョンドラマアカデミー賞 新人俳優賞（『最後の恋』､『ビーチボーイズ』）